# Luc Lutz
Lucas Jacobus Lutz (Delft, 17 november 1924 – Capelle aan den IJssel, 14 november 2001) was een Nederlands acteur.

## Levensloop
Lutz was de middelste van drie acterende broers Lutz. Zijn broers Ton en Pieter werden ook acteur. Lutz' zoon Joris (uit zijn in 1964 gesloten en in 1987 ontbonden huwelijk met de actrice Simone Rooskens) werd eveneens acteur. Uit een eerder in 1949 gesloten huwelijk met Bela Brandon, dat in 1962 in een scheiding eindigde, werden twee dochters geboren.
Lutz maakte op toneel vooral furore bij de Haagse Comedie en het Nieuw Rotterdams Toneel samen met onder andere Rob de Vries, Eric Schneider en Sacco van der Made. Later in zijn carrière speelde en co-produceerde hij veel blijspelen van onder andere Neil Simon. Zijn echtgenote Rooskens was hierin vaak zijn tegenspeelster. In 1967 kreeg hij de Arlecchino. In de jaren 1990-1993 speelde hij Norbert Hogendijk in de televisieserie Ha, die Pa!, waarin zijn zoon Joris debuteerde als zijn zoon Matthijs.
Lutz overleed op 14 november 2001, vlak voor zijn 77e verjaardag aan kanker.

## Theater (selectie)
- Een veilig stekkie - Stichting Nieuw Rotterdams Toneel - 1963-09-13 (Musical)

## Televisie
- Ha, die Pa! - tussen 16 november 1990 en 29 november 1993 samen met zijn zoon Joris Lutz
- Ha, die Pa! (1993) - Joop de Jong (Afl. Blij dat ik rij)
- Laat maar zitten (1989-1990) - Dokter
- Herenstraat 10 (1983)
- Kunt u mij de weg naar Hamelen vertellen, mijnheer? (1972) - Elvenkoning Pipijn (Episode 1.5)
- Oebele (ergens tussen 1968 en 1971) - Dierentuindirecteur Lukas van Beest
- Ja zuster, nee zuster (1968)
- NCRV-feuilleton De Kleine zielen 1969
- Twee paar schoenen onder t' bed 1959
- Televisiespel Een engeltje in de Lommerd, 22 april 1959
- Televisieprogramma Publieke Tribune 14 november 1959
- Televisiespel De hond van de tuinman, 10 februari 1960
- Televisiespel "De Derde" aan boord van de De Prins der Nederlanden, 8 maart 1960
- Televisierepetitie Poker. 8 juni 1961
- TV De twee wezen, 7 juni 1962
- De Corry Brokken show VARA-tv-uitzending 1 december 1963
- Brigadoon muzikale komedie voor NCRV televisie, 24 januari 1964
- Televisiestuk Wij en de kunst van VARA, 25 Augustus 1971
- De Televisiemusical Jona (1971) met o.a Coen Flink

## Film
- Op hoop van zegen (1986) - Dirksen
- Slippers (1986). - Philip , televisiefilm
- Als je begrijpt wat ik bedoel (1983) - stem van Joost, animatiefilm
- Uit pure liefde (1981) - Sebastiaan Kruithof, televisiefilm
- Kinderfeestje (1981) - Thomas Zuiderman, televisiefilm
- Hou jij nou van mij of ik van jou? (1977) - Ferdinand de Koster, televisiefilm
- Ik slaap wel op de gang (1976) - Hendrik, televisiefilm
- Verassing Verassing (1969) - echtgenoot, korte film
- Een dame uit de provincie (1968) - rol onbekend, televisiefilm
- De zaak-Blum (1965)- rol onbekend, televisiefilm
- Brigadoon (1964) - Jeff Douglas, televisiefilm
- Van man tot man (1962) - rol onbekend, televisiefilm
- De twee wezen (1962) - Jacques Frochard, televisiefilm
- Heeft iemand mijn rakkertjes gezien? (1960) - Len Hawley, televiefilm
- De hond van de tuinman (1960) - Dienaar, televisiefilm
- De Eerstgeborene (1956) - Ramses, televisiefilm
- De Vlag (1955) - verteller  , kort film

## Stemmenwerk
Luc Lutz speelde rollen in het hoorspel Swithin Forsytes gemiste kans, dat door de NCRV op 9 februari 1968 werd uitgezonden, en in De therapie van Wolfgang Graetz, dat op 28 april 1970 door de KRO werd uitgezonden. Jarenlang was hij vaste medespeler in Cursief, een live radioprogramma van de KRO. In 1979 was Lutz de verteller in "Eriks Wonderbaarlijke Reis". Deze vertelling werd ondersteund door een compositie van Willem Frederik Bon en is een bewerking van Godfried Bomans' "Erik, of het Klein Insectenboek" uit 1941. Het hoorspel is door Philips uitgebracht op lp.
Ook was hij de stem van diverse sprookjes figuren op diverse albums waarvan als bekendste de stem van de zwarte panter Bagheera op Walt Disney's grammofoonplaat Jungle Boek. In de oorspronkelijke Nederlandstalige versie van Het Grote Verhaal van Winnie de Poeh sprak Lutz de stem in van Iejoor. Deze film werd in 1991 echter opnieuw uitgebracht, waarbij alle stemmen werden vervangen. Lutz' rol werd in de nieuwe versie gespeeld door Con Meijer. 

## Trivia
Een van de zalen van het Isala Theater in Capelle a/d IJssel is naar hem vernoemd.